# باول تاكر
باول تاكر (بالإنجليزية: Paul Tucker)‏ هو منتج أسطوانات وملحن وكاتب أغاني بريطاني، ولد في 12 أغسطس 1968 في لندن في المملكة المتحدة.

## وصلات خارجية
- باول تاكر على موقع IMDb (الإنجليزية)
- باول تاكر على موقع ميوزك برينز (الإنجليزية)
- باول تاكر على موقع ديسكوغز (الإنجليزية)